# Margomulyo (Jati Agung)
Margomulyo is een bestuurslaag in het regentschap Lampung Selatan van de provincie Lampung, Indonesië. Margomulyo telt 2.506 inwoners (volkstelling 2010).